# 埃特丽·利帕尔捷利阿尼
埃特丽·利帕尔捷利阿尼（1999年9月23日—），格鲁吉亚女子柔道运动员，2023年欧洲运动会混合团体金牌得主、2023年世界柔道锦标赛混合团体铜牌得主。